# Wysokość krytyczna
Wysokość krytyczna – w szybownictwie, wysokość, poniżej której nie wolno wykonywać manewrów innych niż te, które zmierzają do lądowania w wybranym miejscu.
W przypadku, gdy szybowiec zbliża się do wysokości krytycznej i nie ma szans na osiągnięcie lądowiska, pilot powinien zacząć szukać miejsca do lądowania przygodnego, aby w momencie przekroczenia tej wysokości, móc natychmiast rozpocząć manewr podejścia do lądowania w tym miejscu.
Wysokość krytyczna zależy od stopnia wyszkolenia pilota.